# 소초도 (라선)
소초도(小草島)는 라선특별시 라진구역 라진만에 있는 섬이다.

## 상세
석기 시대부터 사람이 살았다는 증거가 발견되고 있으며, 굴포 문화로 잘 알려진 초도 유적이 이곳에 위치한다. 조선 시대에는 풀이 많다고 하여 초곶도로 불렸으며, 주로 어부들이 어업을 하고 생업에 종사하였다. 대초도와 함께 라진만 인근에 위치하며, 라진항을 보호하는 천연 방파제 역할을 한다.